# شفیقه گاسپیرالی
شفیقه گاسپیرالی(روسی: Шефика Исмаиловна Гаспринская، ت. «Shefika Ismailovna Gasprinskaya»)(۱۴ اکتبر ۱۸۸۶ – ۳۱ اوت ۱۹۷۵) رهبر فمینیست تاتار کریمه که سردبیر و ناشر نخستین نشریه زنان در آنجا، عضو شورای ریاست کورولتای و دو دوره معاون در جمهوری خلق کریمه بود. او همچنین آموزگار مهدکودک بود.

## سال‌های آغازین زندگی
شفیقه گاسپیرالی در خانواده اسماعیل گاسپرینسکی (۱۸۵۱–۱۹۱۴)، اندیشمند، ناشر، آموزگار، سیاستمدار و از اصلاح‌گران تاتار کریمه، و یکی از رهبران بیداری فرهنگی و سیاسی ترکی در اوایل قرن بیستم، در باغچه‌سرای کریمه (استان تائوریدا روسیه) در ۱۴ اکتبر ۱۸۸۶، بود. مادرش زهره گاسپیرالی از خاندان آک‌چورا بود. شفیقه چهار برادر به نام‌های رفعت، دانیال، منصور، حیدر و سه خواهر به نام‌های بهیه، لیلا و نگار داشت.
گاسپیرالی خواندن و نوشتن را از پدرش آموخت. سپس تحصیلات خود را در مدرسه پدرش، روش تازه «Usûl-ü Cedit» در کریمه ادامه داد. پدرش او را از میان خواهر و برادرانش انتخاب و تربیت کرد و به تحصیل او اهمیت ویژه ای داد. مادرش هنگامی که او ۱۷ سال سن داشت فوت کرد. او مسئولیت خانه را بر عهده گرفت.

## حرفه خبرنگاری
او با وجود مسوولیت خانه‌داری، مهم‌ترین دستیار پدرش در مدیریت نشریات روزنامه (ترجمان - Terciman)، نامه‌نگاری و واگردانی از زبان روسی و همچنین امور پستی و پخشی شد. در سال ۱۹۰۳، او نخستین مقاله خود را در ترجمان نوشت.
او در این مدت با نصیب بیگ یوسف بیگلی از گنجه، جوان آذربایجانی آشنا شد که اغلب به دیدار پدرش می‌رفت. نامه‌نگاری‌های او در مورد مسائل سیاسی با یوسف‌بیگلی به صمیمیت تبدیل شد که در سال ۱۹۰۶ ازدواج کردند.

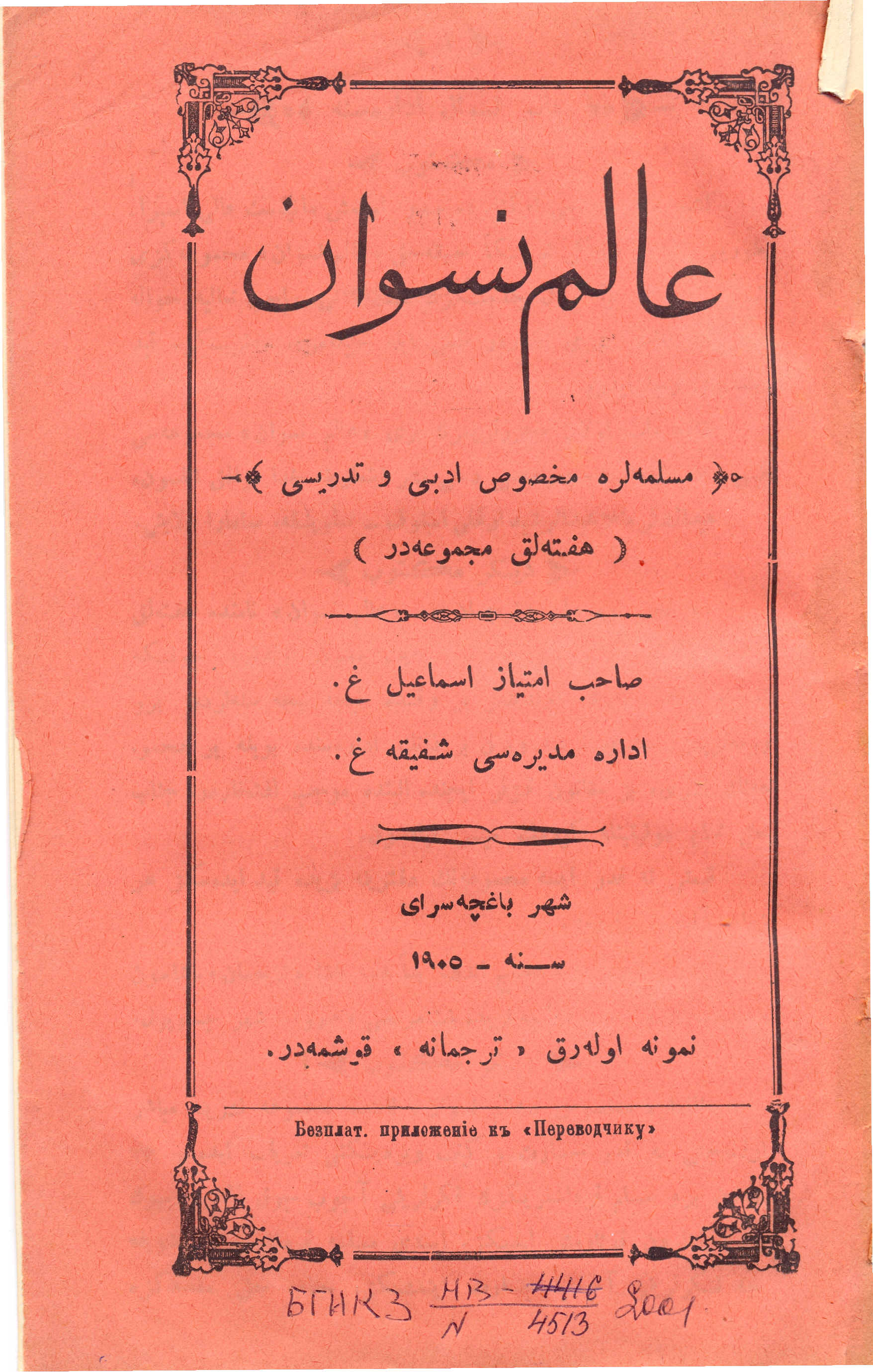
جلد نشریه («دنیای زنان - Alem-i Nisvan») (۱۹۰۶–۱۹۱۲)

اسماعیل گاسپیرالی مجله (Alem-i Nisvan - دنیای زنان) را در سال ۱۹۰۶ پس از اینکه پی برد ترجمان در زمینه بهبود وضعیت اجتماعی ضعیف زنان در روسیه، تحصیل و اشتغال زنان ناکافی است را پایه‌گذاری کرد. شفیقه به ریاست نشریه گمارده شد. مقالات منتشر شده به آگاهی‌رسانی، راهنمایی، تشویق و سازماندهی زنان ترک، ارائه دانستنی‌های دقیق در مورد زن و جنبش‌های زنان در جهان ترک و اسلام می‌پرداخت.
او در سال ۱۹۰۸ یک دختر بنام زهره و یک سال بعد یک پسر بنام نیازی به دنیا آورد. در این دوره، او به‌همراه همسرش و برادر بزرگترش رفعت، همهٔ مسوولیت ترجمان را بر عهده گرفتند.
در سال ۱۹۱۲ شفیقه و همسرش نصیب یوسف‌بیلی به گنجه آذربایجان رفتند و پس از بسته شدن مجله عالم نسوان در آنجا ساکن شدند. در پایان آن سال، چونکه برای رسیدگی به روزنامه ترجمان کسی را پیدا نکرد، به خانه بازگشت. پدرش اسماعیل گاسپیرالی در ۱۱ سپتامبر ۱۹۱۴ درگذشت.

## کنشگر حقوق زنان و سیاستمدار
زنان ترک ساکن و باشنده امپراتوری روسیه از زندگی اجتماعی، سیاسی، فرهنگی و اقتصادی کنار گذاشته شدند، مورد بی‌توجهی قرار گرفتند و از تحصیل ناکام ماندند. شفیقه یکی از پیشگامانی بود که در این شرایط نامطلوب جنبش زنان را راه اندازی کرد. شفیقه گاسپیرالی در تمام زندگی خود از راه مدارس، سازمان‌ها و تشویق به همکاری سیاسی برای بیداری زنان ترک مبارزه کرد، که بسیاری از مردم به آن اهمیت نمی‌دادند.
شفیقه با شناخته شدن در سردبیری نشریه دنیای زنان، به یکی از اولین معاونان نخستین کنگره کریمه، جمهوری خلق کریمه در سال ۱۹۱۷ به کار گرفته شد که عمر کوتاهی داشت. وی همچنین در کنگره همه مسلمانان روسیه در چارچوب هیئت کریمه که در مسکو تشکیل شده بود، شرکت کرد.
هدف شفیقه گاسپیرالی برابری زنان ترک از نگاه قانونی، اجتماعی و فرهنگی در یک بینش مردسالار از اداره و گردانندگی جامعه در همه جهات بود.
کریمه برای توسعه اجتماعی- فرهنگی و سیاسی زنان ترک دو برتری نسبت به سایر مناطق داشت: نخست اینکه زادگاه جنبش نوآوری و نوسازی بود که توسط اسماعیل گاسپیرالی آغاز شد. دوم در سنجش با قفقاز و ترکستان، زنان کریمه کمتر از چندهمسری و حجاب و پوشش رنج می‌بردند. با این حال، هنگامی که انقلاب ۱۹۱۷ آغاز شد، به دلیل عدم وجود یک رهبر زن متحدکننده، به جز(" Taze Hayat Cemiyet- انجمن زندگی نوین")مستقر در یالتا هیچ سازمان زنان دیگری وجود نداشت. تلاش اسماعیل گاسپیرالی دربرابر مردم تنگ نظر که مخالف مشارکت همه‌جانبه و برابری زنان در زندگی اجتماعی و سیاسی بودند، هرچند به کندی نتیجه داد، اما برای رسیدن به موفقیت راستین با حمایت جامعه، او نیاز به یک رهبر زن و حتی رهبرانی داشت که بتواند بر توده‌ها در راه «سازمان زنان» تأثیر بگذارد.
زنان روشنفکر و آموزگاران در سازمان مرکزی کمیته‌های زنان فعالیت می‌کردند و شفیقه گاسپیرالی در رأس آن‌ها قرار داشت. او تلاش می‌کرد با برقراری ارتباطات، زنان را به افزایش فعالیت‌هایشان تشویق کند. علاوه بر او، به‌ویژه الهامیه طقتار، عایشه اسحاق و خدیجه آوجی از افرادی بودند که در این مسیر فعالیت می‌کردند.
شفیقه گاسپیرالی شخصاً شعبات این کمیته‌ها را در باغچه‌سرای و آق‌مسجد(سیمفروپل)رهبری می‌کرد. یکی دیگر از وظایف او، عضویت در شورای شهر باغچه‌سرای بود، انتخاب شد. اما در این دوره، به دلیل مشغله کاری زیاد، این نامزدی را نپذیرفت.

## مهاجرت از کریمه به جمهوری آذربایجان
در سال ۱۹۱۹، شفیقه گاسپیرالی با تهدید مرگ از کریمه به همراه دو فرزند خردسالش به آذربایجان گریخت. پس از دو سال، جمهوری دموکراتیک آذربایجان توسط ارتش سرخ اشغال شد. همسر او، نصیب‌بیگ یوسف‌بیگلی، نخست‌وزیر آذربایجان (۱۴ آوریل ۱۹۱۹ – ۱ آوریل ۱۹۲۰)، در ۳۱ می۱۹۲۰ به ضرب گلوله کشته شد.
ممدوح شوکت (اسندال)، نماینده مجلس ملی کبیر ترکیه در باکو، برای دومین بار به شفیقه گاسپیرالی که مجبور به فرار از مرگ شده بود، کمک کرد.

## مهاجرت به ترکیه
با مدارک شناسایی و گذرنامه جعلی عثمانی که برای او تهیه شده بود، شفیقه گاسپیرالی برای آخرین بار همراه با دو فرزندش با قطاری که ممدوح شوکت فراهم کرده بود و اسیران جنگی ترک و مهمات کمکی را به ترکیه جابجا می‌کرد، مهاجرت کرد.
- روزنامه‌ها و نشریات ترکی منتشرشده در روسیه بین سال‌های ۱۸ه بود۸۳ تا ۱۹۲۰، مانند: واگردان (Tercüman)، هنگام(Vakit)، گزارشگر کازان (Kazan Muhbiri)، برهان پیشرفت (Burhan-ı Terakki)، صمیمیت(Ülfet).
- نشریات روسی مانند کاسپی (Kaspi) و صدای تاتار (Golos Tatar).
- نامه‌های دست‌نویس، نامه‌نگاری‌های سیاسی در سطح رهبران، صورت‌جلسات کنگره‌ها و نشست‌ها، مصوبات، متون کنفرانس‌ها، بریده‌های مهم روزنامه‌ها، آیین‌نامه‌ها، مقررات، مجوزهای عبور و مرور، فاکتورهای هتل مربوط به تاریخ کنگره‌ها، بیانیه‌ها، عکس‌ها، کتاب‌ها و اسناد سیاسی ارائه‌شده به مقامات رسمی.
- دادخواست‌هایی با محتوای سیاسی، اسناد دوما (پارلمان روسیه)، فهرست نامزدهای انتخابات، کارت‌های نمایندگان، احکام پارلمانی، لوایح، بروشورها، دعوت‌نامه‌ها، نشان‌های نمایندگی و نامه‌نگاری‌های رسمی سازمان‌هایی مانند «اتحاد مسلمانان»، «انجمن خیریه»، «کمیته‌های زنان» و «شورای ملی».[۲]

او ۵۴ سال در ترکیه زندگی کرد؛ کشوری که در ۳۵ سالگی به آن مهاجرت کرده بود، و در این مدت آرشیو خود را با اسنادی که همراه داشت، گسترش داد.
برای تأمین معاش در ترکیه، شفیقه گاسپیرالی ابتدا چند قطعه از جواهرات موروثی مادرش را فروخت. سپس، برای مدت کوتاهی در یک بیمارستان به کار گرفته شد. پس از ترک آنجا، مدتی به خیاطی پرداخت و همچنین در دوره‌های ماشین‌نویسی شرکت کرد. در ادامه، به‌عنوان مدیر در مؤسسه (Daru’l-eytam -یتیم‌خانه)سازمان حمایت از کودکان فعالیت کرد.
پس از بسته شدن یتیم‌خانه، او دوباره بیکار شد و حتی به دلیل تنگ‌دستی، مجبور شد ساعت مچی خود را بفروشد. سرانجام، موفق شد شغلی موقت با حقوق ماهانه ۴۰ لیر پیدا کند. سه خواهر و برادر گاسپیرالی نیز در استانبول بودند.
برادرش جودت منصور، که دانشجوی دارالفنون (دانشگاه استانبول) بود، برای اینکه سربار خواهرش نباشد، در خوابگاه دانشجویی اقامت داشت. برادر دیگرش، حیدرعلی، که در مدرسه پزشکی تحصیل می‌کرد، تا زمان فارغ‌التحصیلی نزد شفیقه زندگی کرد.
خواهر کوچکش نگار با سلیمان، که مباشر (پیشکار) بود، ازدواج کرده بود. برادر بزرگ‌ترش، رفعت، در دسامبر ۱۹۲۵ در کریمه درگذشت. شفیقه گاسپیرالی برای کمک به دختر و دامادش درمانده و ناتوان بود.
شفیقه گاسپیرالی کنش‌های اجتماعی و فرهنگی خود را در ترکیه ادامه داد. پس از کار به‌عنوان مدیر یتیم‌خانه و ایفای نقش فعال در انجمن آورگان تاتارهای کریمه، در سال ۱۹۳۰ «اتحادیه زنان تاتار کریمه» (Kırım Tatar Kadınlar Birliği) را پایه‌گذاری کرد و ریاست آن را بر عهده گرفت. او همچنین سال‌ها در هلال سرخ ترکیه (Kızılay) خدمت کرد.
او همچنین برای نشریه کریمه و نشریه امل مقاله می‌نوشت. گاسپیرالی با زندگی خود، هدف داشت که حرکت زنان ترک در روسیه را به‌صورت کتاب منتشر کند.
شفیقه گاسپیرالی در ۳۱ اگوست ۱۹۷۵ در استانبول درگذشت. او پس از مراسم مذهبی که در مسجد شیشلی برگزار شد، در قبرستان زنجیرلی‌کویو به خاک سپرده شد.